# Trachylepis bayonii
Espèce
Synonymes
- Euprepes bayonii Bocage, 1872
- Mabuya bayonii (Bocage, 1872)
- Mabuya bayoni (Bocage, 1872)
- Mabuya bayonii keniensis Loveridge, 1956
- Mabuya bayoni huilensis Laurent, 1964

Statut de conservation UICN

 DD  : Données insuffisantes
Trachylepis bayonii est une espèce de sauriens de la famille des Scincidae.

## Répartition
Cette espèce se rencontre en Angola, au Kenya, en Tanzanie en Ouganda.

## Liste des sous-espèces
Selon The Reptile Database (13 décembre 2012) :
- Trachylepis bayonii bayonii (Bocage, 1872)
- Trachylepis bayonii huilensis (Laurent, 1964)
- Trachylepis bayonii keniensis (Loveridge, 1956)

## Étymologie
Cette espèce est nommée en l'honneur de Francisco Antonio Pinheiro Bayão.

## Publications originales
- Bocage, 1872 : Diagnoses de quelques espèces nouvelles de Reptiles d'Afrique occidentale. Jornal de Sciencias Mathematicas, Physicas e Naturaes Academia Real das Sciencias de Lisboa, vol. 4, p. 72-82 (texte intégral).
- Laurent, 1964 : Reptiles et batraciens de l'Angola (troisième note). Companhia de Diamantes de Angola (Diamang), Serviços Culturais, Museu do Dundo (Angola), no 67, p. 165.
- Loveridge, 1956 : A new subgenus of Chamaeleo from Rhodesia and new race of Mabuya from Keya Colony. Breviora, no 59, p. 1-4 (texte intégral)